# لورنس ماركس
لورنس ماركس (بالإنجليزية: Laurence Marks)‏ هو كاتب سيناريو أمريكي، ولد في 23 أغسطس 1915 في اتلانتيك سيتي في الولايات المتحدة، وتوفي في 1993 في فان نويس في الولايات المتحدة بسبب سكتة.

## وصلات خارجية
- لورنس ماركس على موقع IMDb (الإنجليزية)
- لورنس ماركس على موقع قاعدة بيانات الفيلم (الإنجليزية)